# Huis van de Ridders van Malta

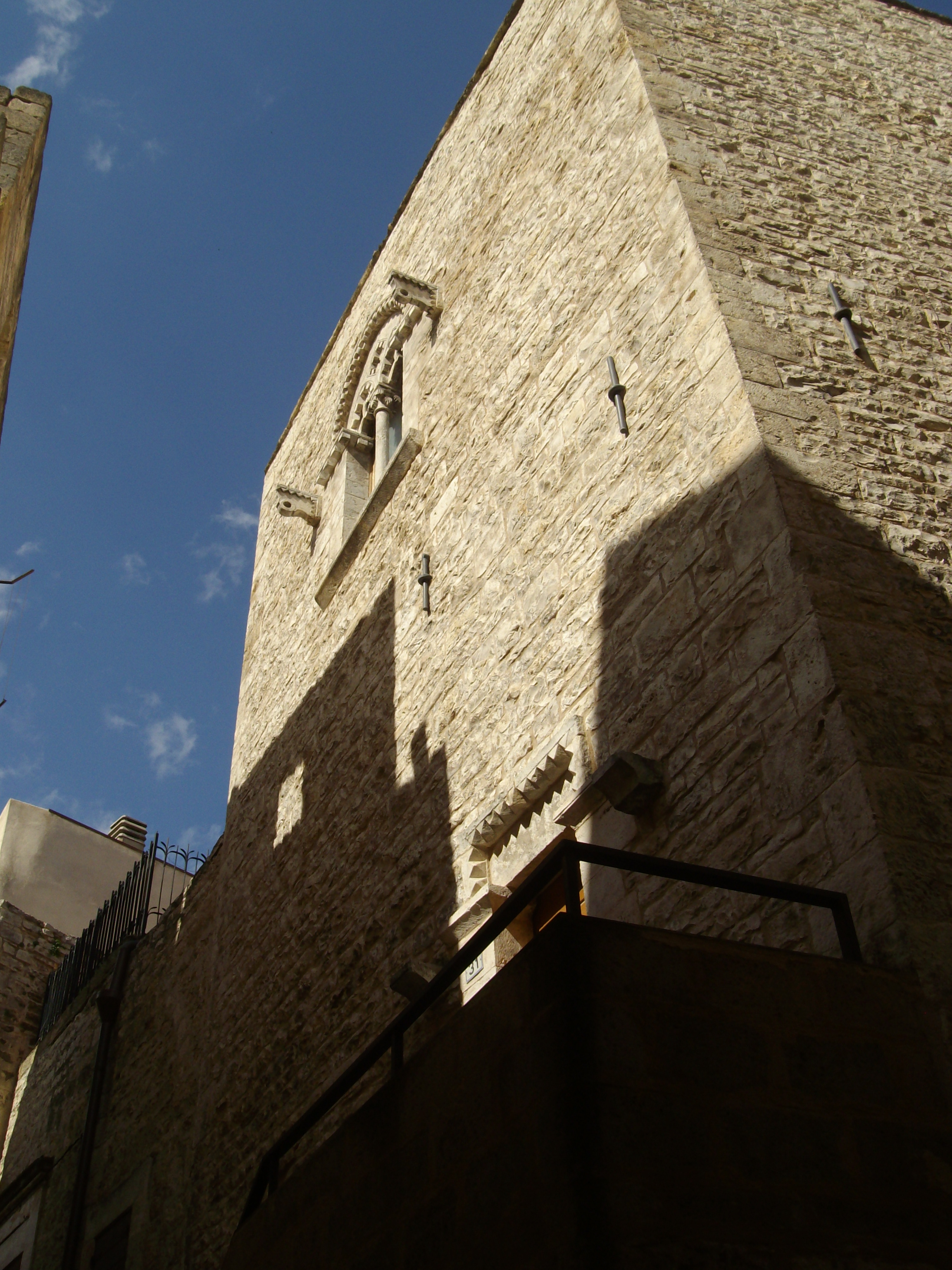
Zogenaamde Huis van de Ridders van Malta in Bitetto

Het Huis van de Ridders van Malta (overgang 13e eeuw-14e eeuw) bevindt zich in de gemeente Bitetto, nabij de Zuid-Italiaanse stad Bari in de regio Apulië. 
In de volksmond wordt verhaald hoe ridders van de Orde van Malta dit huis optrokken; het zou een verblijf geweest zijn op weg naar de haven van Bari vanwaar ze op kruistocht gingen. Hiervan zijn geen bronnen. In de archieven van het koninkrijk Napels is geen spoor van deze ridderorde in Bitetto en de archieven van de afdeling Apulië van de Orde van Malta zijn verbrand.
Het zo genoemde Huis van de Ridders van Malta is een versterkt torengebouw, met drie verdiepingen. De hoofdingang is via een trap te bereiken op de eerste verdieping; twee kleine deuren staan op het gelijkvloers. 

## Historiek
Op basis van Franse stijlelementen uit het tijdperk van de Anjou-vorsten wordt de bouw geschat eind 13e eeuw tot begin 14e eeuw. In die tijd werd melding gemaakt van een domus turrita of torenhuis door diaken Riccardo Iacovielli. 
In de 17e eeuw werd het huis bewoond door de adellijke familie Sylos-Labini. Zij lieten hun wapenschild aanbrengen in de muur. Ook is er een muurinscriptie in het Latijn gevonden die luidt Intrent securi qui querunt vivere puri, wat betekent: mogen diegenen veilig binnengaan die zoeken zuiver te leven. Dit wijst op de aanwezigheid van priesterstudenten bij de adellijke familie.